# Shanice Craft
Shanice Craft (née le 15 mai 1993 à Mannheim) est une athlète allemande, spécialiste du lancer du poids et du lancer du disque.

## Biographie
Shanice Craft est fille d'un soldat afro-américain et d'une mère allemande. Elle a terminé ses études au lycée et a commencé une formation professionnelle à la police fédérale allemande.
Le 10 juillet 2016, l'Allemande décroche sa 2de médaille de bronze consécutive après 2014 lors des championnats d'Europe d'Amsterdam grâce à un jet à 63,89 m, derrière sa compatriote Julia Fischer (65,77 m) et la Croate Sandra Perković (69,97 m). Le 11 août 2018, aux championnats d'Europe de Berlin, elle remporte encore la médaille de bronze, avec 62,46 m, derrière Sandra Perković et Nadine Müller.

## Palmarès
| Date | Compétition                       | Lieu             | Résultat | Épreuve | Marque  |
| ---- | --------------------------------- | ---------------- | -------- | ------- | ------- |
| 2009 | Championnats du monde jeunesse    | Bressanone       | 3e       | Disque  | 49,15 m |
| 2010 | Jeux olympiques de la jeunesse    | Singapour        | 1re      | Disque  | 55,49 m |
| 2011 | Championnats d'Europe juniors     | Tallinn          | 1re      | Disque  | 58,65 m |
| 2012 | Championnats du monde juniors     | Barcelone        | 1re      | Poids   | 17,15 m |
| 2012 | Championnats du monde juniors     | Barcelone        | 2e       | Disque  | 60,42 m |
| 2013 | Championnats d'Europe espoirs     | Tampere          | 2e       | Poids   | 17,29 m |
| 2013 | Championnats d'Europe espoirs     | Tampere          | 2e       | Disque  | 58,64 m |
| 2014 | Championnats d'Europe par équipes | Brunswick        | 2e       | Disque  | 65,07 m |
| 2014 | Championnats d'Europe             | Zurich           | 3e       | Disque  | 64,33 m |
| 2014 | Ligue de diamant                  | Ligue de diamant | 4e       | Disque  | détails |
| 2015 | Championnats d'Europe espoirs     | Tallinn          | 2e       | Poids   | 17,29 m |
| 2015 | Championnats d'Europe espoirs     | Tallinn          | 1re      | Disque  | 63,83 m |
| 2015 | Championnats du monde             | Pékin            | 7e       | Disque  | 63,10 m |
| 2016 | Championnats d'Europe             | Amsterdam        | 3e       | Disque  | 63,89 m |
| 2016 | Jeux olympiques                   | Rio de Janeiro   | 11e      | Disque  | 59,85 m |
| 2016 | Ligue de diamant                  | Ligue de diamant | 5e       | Disque  | détails |
| 2018 | Championnats d'Europe             | Berlin           | 3e       | Disque  | 62,46 m |
| 2021 | Coupe d'Europe des lancers        | Split            | 3e       | Disque  | 62,05 m |
| 2022 | Championnats du monde             | Eugene           | 9e       | Disque  | 62,35 m |
| 2022 | Championnats d'Europe             | Munich           | 7e       | Disque  | 62,78 m |
| 2023 | Coupe d'Europe des lancers        | Leiria           | 1re      | Disque  | 64,88 m |
| 2023 | Championnats du monde             | Budapest         | 7e       | Disque  | 65,47 m |
| 2024 | Coupe d'Europe des lancers        | Leiria           | 2e       | Disque  | 63,70 m |

## Records
| Épreuve          | Épreuve          | Temps   | Lieu     | Date            |
| ---------------- | ---------------- | ------- | -------- | --------------- |
| Lancer du poids  | En plein air     | 17,47 m | Doha     | 9 mai 2014      |
| Lancer du poids  | En salle         | 17,66 m | Dortmund | 23 février 2013 |
| Lancer du disque | Lancer du disque | 65,88 m | Ulm      | 26 juillet 2014 |